# 整域
抽象代数学における整域（せいいき、英: integral domain）は、零因子を持たない可換環であって、自明環 {0} でないものをいう。整域の概念は整数全体の成す環の一般化になっており、整除可能性を調べるのに自然な設定を与える。環の定義に乗法単位元を含めない場合であっても、単に可換環あるいは整域と言ったときには乗法単位元を持つと仮定することが少なくない。即ち、整域とは単位的可換域のことをいう。
上記の如く「整域」を定めるのが広く採用されているけれども、いくらかの揺れもある。特に、非可換な整域を許すことが時としてある。しかし、「整域」(integral domain) という語を可換の場合のために用い、非可換の場合には「域」(domain) を用いることにすると約束するのがたいていの場合には有効である（奇妙な話ではあるが、この文脈では形容辞「整」の中に「可換」の意も含まれるということになる）。別な文献では（ラングが顕著だが）整環 (entire ring) を用いるものがある。
いくつか特定の種類の整域のクラスについては、以下のような包含関係が成立する。
可換環 ⊃ 整域 ⊃ 整閉整域 ⊃ 一意分解環 ⊃ 単項イデアル整域 ⊃ ユークリッド環 ⊃ 体 ⊃ 有限体
零因子の非存在（零積法則）は、整域において非零元による乗法の簡約律が満足されることを意味する。つまり、a ≠ 0 のとき、等式  ab = ac から  b = c が結論できる。

## 定義
以下の同値な条件のうちの一つ（従って全部）を満足するものを整域と定める。
- 単位元を持つ可換環で、その任意の非零元の積は非零である。
- 単位元を持つ可換環で、その零イデアル {0} が素イデアルとなる。
- 可換体の部分環としての単位元を持つ（可換）環。体の部分環であるから可換性は自動的に成り立つので、可換性は明記してもしなくても同じである。
- 単位元を持つ可換環で、その任意の非零元 r に対して各元 x を r による積 xr へ写す写像が単射になる。この性質を持つ元 r は正則 (regular) であるという。故に、この条件は「任意の非零元が正則元であるような、単位元を持つ可換環」と短く言うことができる。

## 例
- 整域の原型的な例は、整数全体の成す環 Z である。
- 任意の体は整域である。逆に任意のアルティン整域は体になる。特に任意の有限整域は有限体になる（より一般に、ウェダーバーンの小定理により、任意の有限域は有限体である）。整数環 Z は非アルティン的無限整域の例であって、体を成さない。アルティンでないことは、イデアルの無限降鎖{\displaystyle \mathbb {Z} \supset 2\mathbb {Z} \supset \cdots \supset 2^{n}\mathbb {Z} \supset 2^{n+1}\mathbb {Z} \supset \cdots }を持つことによる。
- 係数環が整域であるような多項式環は整域となる。例えば、整係数の一変数多項式環 Z[X] や実係数の二変数多項式環 R[X, Y] は整域である。
- 各整数 n ≥ 1 に対して、適当な整数 a, b を用いて a + b√n の形に書ける実数全体の成す集合は R の部分環を成すから、それ自体整域となる。
- 各整数 n ≥ 0 に対して、適当な整数 a, b を用いて a + bi√n の形に書ける複素数全体の成す集合は C の部分環となるから、整域を成す。特に n = 1 の場合の整域はガウス整数環と呼ばれる。
- p-進整数環。
- U を複素数平面 C の領域（連結開集合）とするとき、正則函数 f: U → C 全体の成す環 H(U) は整域である。同様に解析的多様体の領域上で定義される解析函数全体の成す環も整域を成す。
- 可換環 R とそのイデアル P に対し、剰余環 R⁄P が整域となるための必要十分条件は P が素イデアルとなることである。また、R が整域であることは零イデアル (0) が素イデアルとなることと同値である。
- 任意の正則局所環は整域である（実はUFDになる[5][6]）。

以下のような環は整域にならない。
- n ≥ 2 のとき、任意の非自明な環上の n×n 行列全体の成す環。
- 単位区間上の連続函数全体の成す環。
- m が合成数であるときの剰余環 Z⁄mZ。
- 乗法単位元を持つ可換環 Z × Z。

## 可除性、素元と既約元
a と b が整域 R の元であるとき、「a が b を割る（整除する）」あるいは「a が b の約元である」「b が a の倍元である」ということを、ax = b を満たす R の元 x が存在することを以って定義する。このとき、a | b と表す。
乗法単位元を割るような元は R の単元と呼ぶ（これはちょうど R の可逆元の概念と一致する）。単元は他の全ての元を整除する。
a が b を整除し、かつ b が a を整除するならば a と b は同伴 (associate) する、あるいは互いに同伴な元であるという。
単元でないような元 q について、q が既約元であるとは、q が単元でない二つの元の積に表されることが無いときにいう。 
零元でも単元でもない元 p について、 p が素元であるとは、p が任意の積 ab を割るならば必ず p が a または b の約元となるときにいう。このことは、「その元が生成するイデアルが素イデアルであるような元を素元という」と言っても同じである。任意の素元は既約元である。逆にGCD整域（例えば UFD）において任意の既約元は素元となる。
素元の概念は、（負の素元が許されることを除けば）有理整数環 Z における素数の概念の一般化になっている。任意の素元が必ず既約元となることに対し、その逆は一般には真でない。例えば二次整数環 {\displaystyle \mathbb {Z} [{\sqrt {-5}}]} において、数 3 は既約だが素元でない。実際、3 のノルムである 9 は
{\displaystyle (2+{\sqrt {-5}})(2-{\sqrt {-5}}),\quad 3\times 3}
という二種類の分解を持つが、このとき 3 は積 {\displaystyle (2+{\sqrt {-5}})(2-{\sqrt {-5}})} を割るが、{\displaystyle 2+{\sqrt {-5}}} も {\displaystyle 2-{\sqrt {-5}}} も割らない。数 3 および {\displaystyle 2\pm {\sqrt {-5}}} が既約であることは a2 + 5b2 = 3 が整数解を持たないことなどから分かる。
上記の例では素元分解の一意性が満たされないが、イデアルを考えれば一意的なイデアル分解が得られる。ラスカー-ネーターの定理も参照。

## 性質
- R が整域ならば、R ⊂ S なる整域 S で、R 上超越的な元を含むようなものが存在する。
- 任意の整域において簡約律 (cancellation property) が満足される。即ち、a, b, c を一つの整域の任意の元とするとき「a ≠ 0 かつ ab = ac ならば b = c」が成り立つ。別な言い方をすると、整域において非零元 a の定める写像 x ↦ ax は単射になる。
- 任意の整域は、自身の極大イデアルにおける局所化全ての交わりとして表される。
- 体の部分環は整域.

## 分数の体
整域 R が与えられたとき、R を部分環として含む最小の体が同型を除いて一意に定まり、R の分数体あるいは商体と呼ばれる。分数体は R の任意の元 a および b(≠ 0) に対する「分数」 a ⁄ b の全体（を適当な同値関係で割ったもの）からなるものと考えることができる。例えば、整数全体の成す整域の商体は有理数全体の成す体である。また、体の商体は同型を除いて自分自身と一致する。

## 代数幾何
代数幾何学において整域は既約代数多様体に対応する。既約代数多様体は、零イデアルによって与えられる唯一つの生成点 (generic point) を持つ。整域は簡約かつ既約な環としても特徴付けられる。前者の条件はその環の冪零元根基 (nilradical) が零であることを保証するもので、それ故その環の極小素イデアルすべての交わりが零となることが出る。後者の条件はこの環の極小素イデアルがただ一つであることを保証するものである。これらのことから、簡約かつ既約な環の極小素イデアルは零イデアルただ一つということになり、これが整域であることを得る。逆は明らかで、任意の整域は冪零元を持たないから、零イデアルは唯一の極小素イデアルになる。

## 整域の標数と準同型
任意の整域に対してその標数が定義され、その値は 0 または素数の何れかに一致する。
正標数 p を持つ整域 R に対し、f(x) = xp と置いて得られる対応はフロベニウス準同型と呼ばれる単射な環準同型 f: R → R を定める。